# تقليد المزارع
تقليد المزارع هي فئة أدبية تشكلت في جنوب الولايات المتحدة التي تتصف بالحنين الشديد لأوقات ما قبل الحرب . وهو نفس مُعتقد فقدان القضية التحالفية (الكونفدرالية).
شهِدت العقود التي سبقت الحرب الأهلية الأمريكية العديد من الأعمال المثالية للمزارع مثل رواية حظيرة السنونو للكاتب جون بندلتون كيندي عام 1932 . ومع ذلك اصبحَ تقليد المزارع أكثر شعبية في اواخر القرن التاسع عشر كَرد فعل على الروايات التي تتحدث عن العبيد مثل روايات فريدريك دوغلاس،وروايات إلغاء عقوبة الإعدام مثل رواية كوخ العم توم.
من الكتّاب البارزين في تقليد المزارع الكاتب توماس نيلسون بيج (1853-1922) والكاتب هاري ستيلويل إدواردز (1855-1938). بينما سَخِر كتّاب أخرون من هذا النوع من الأعمال الأدبية وخاصة الكتّاب الأمريكيين من اصول أفريقية مثل الكاتب تشارليز واديل شيسنوت في مجموعته القصصية سِحر المرأة عام 1899 التي «استحضرت بوعي أتفاقيات حول رواية المزارع فقط لتخريبها».